# Nung (kam-tai jezik)
Nung jezik (ISO 639-3: nut; bu-nong, highland nung, nong, tai nung, tay, tày nùng), jedan od značajnijih centralnih tai jezika iz Vijetnama, kojim govori oko 856 000 ljudi (1999 popis) u vijetnamskim provincijama Cao Bang, Lang Son, Dong Nai, Lam Dong i Đắk Lắk, te u gradu Sajgonuu. Nung se govori i u susjednom Laosu i prekomorskim zemljama kao što su SAD, Kanada i Australija.
Ima više dijalekata: nùng inh [nut-nui], nùng lòi [nut-nul], nùng an [nut-nun], nùng phan slình (nùng fan slihng, lei ping) [nut-nup], nùng qúy rin (guiren) [nut-nuq], xuòng [nut-xuo], khen lài [nut-khe], giang [nut-gia], nùng cháo (lungchow [nut-nuc].
Nung je različit od tibetsko-burmanskog nunga [nun], i kineskog nunga [yue] koji se zove i yue kineski.

## Vanjske poveznice
- Ethnologue (14th)
- Ethnologue (15th)
- The Nung Language